# Nevado Ojos del Salado
El Nevado Ojos del Salado es un estratovolcán perteneciente a la cordillera de los Andes, que se halla enclavado sobre el límite entre Argentina y Chile. Con 6891 m s. n. m., es el volcán más alto de la Tierra y la segunda cima de los hemisferios sur y occidental, siendo solo superado por el Aconcagua (6960 m s. n. m.).
Este gigantesco complejo volcánico está ubicado al este de Copiapó (región de Atacama) y al oeste de Fiambalá (provincia de Catamarca). Su bloque principal culmina en 3 picos, los cuales poseen una alineación oeste-este; en ese orden, estas cumbres son denominadas Oeste (6721 m s. n. m.), Central (6752 m s. n. m.) y Principal (6893 m s. n. m.). Esta última también se la conoce como cumbre Bífida, en razón de que remata en dos torreones rocosos de igual altitud, los que se encuentran distanciados por alrededor de 50 m en línea recta y un desnivel de 30 m de profundidad. Estas dos cotas máximas del pico Principal son denominadas: torreón Oeste y torreón Este, también conocidas como cima chilena y cima argentina, respectivamente, si bien ambas son cumbres limítrofes. Se sitúan en las coordenadas 27°06’35”S 68°32’31”O (la occidental) y 27°06’35”S 68°32’29” (la oriental).
Debido a su ubicación en plena Puna de Atacama, la montaña presenta condiciones climáticas muy secas, con nieve únicamente durante el periodo invernal y solo en las cotas superiores. Pese a que existen fumarolas en los alrededores de la cima, no se han registrado erupciones en tiempos históricos. Se ha sugerido que la ausencia de registros eruptivos se debe a la remota ubicación de la montaña, virtualmente inaccesible hasta tiempos muy recientes.
La ascensión al volcán es simple a excepción del tramo final, de gran dificultad, donde el uso de cuerdas y de otros accesorios es recomendable. El primer ascenso fue llevado a cabo por la expedición polaca de Jan Alfred Szczepański y Justyn Wojsznis en febrero de 1937.

## Geología

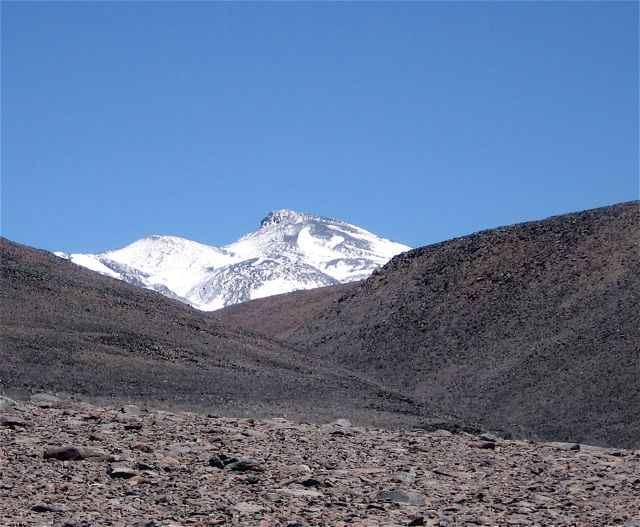
Cara sur

El Nevado Ojos del Salado es un estratovolcán cuyo amplio cráter se encuentra sucumbido, quedando rodeado por dos cumbres rocosas en forma de torreón. Ambas cumbres, la chilena y la argentina  tienen una altitud similar, siendo la primera aproximadamente 8 ± 5 cm más alta.
Este volcán, cuyo nombre proviene de que da origen al río Salado, se ubica en el centro de una cadena volcánica en sentido este-oeste de aproximadamente 60 kilómetros, que se inicia en el paso fronterizo San Francisco y finaliza en el Nevado Tres Cruces. Sobre esta misma cadena corre parte de la frontera argentina-chilena pues, según el laudo británico de 1902, el trazado entre ambos puntos sigue la divisoria de las aguas. De esta forma, las dos cimas del Nevado Ojos del Salado son atravesadas por la frontera internacional.

### Altitud

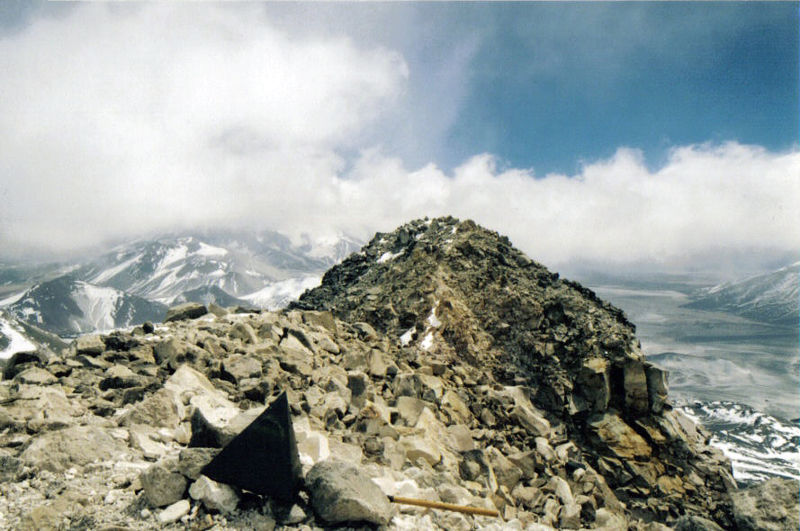
Vista de la cima chilena (torreón Oeste) desde la cima argentina (torreón Este).

Diferentes mecanismos de medición han marcado grandes diferencias en la altitud del nevado Ojos del Salado y otras montañas. Aunque tradicionalmente se le ha otorgado al monte Aconcagua, situado en la República Argentina, el título de monte más alto de América, algunas estimaciones de la altitud del Ojos del Salado, hechas por una expedición militar chilena en 1956, lo consideraban 100 metros más alto que el Aconcagua; sin embargo, su margen de error considerablemente alto hizo que esta medición no fuera aceptada finalmente. La revista chilena Andes intentó reavivar esta «supuesta» polémica, que fue rápidamente desacreditada por otras publicaciones internacionales por considerar que eran aseveraciones que respondían a cuestiones políticas o de promoción publicitaria.
Sí existía un amplio debate sobre el título del «volcán más alto del mundo», que disputaban el nevado Ojos del Salado y el monte Pissis, que a pesar de su nombre en realidad es un volcán. Las medidas de ambos volcanes variaban de manera importante, dejando al monte Pissis como ligeramente más alto. En 2007 una expedición franco-chilena exploró tanto el Pissis como el Ojos del Salado y determinó la altitud de ambos. El Aconcagua, cuya altitud de 6965 m s. n. m. había sido determinada en 2005 por una expedición de la Universidad de Concepción, confirmó su categoría del más alto del hemisferio, seguido por el Ojos del Salado con 6891,3 m s. n. m., y luego por el Pissis con 6792 m s. n. m. Estas mediciones, basadas en el modelo geoidal sudamericano de SIRGAS, fueron aceptadas por el Instituto Geográfico Militar chileno y consideradas oficiales para ese país. Sin embargo, aún resta que su par argentino se pronuncie al respecto para homogeneizar las medidas. Esto se debe a que los datos oficiales del Instituto Geográfico Nacional argentino indican que la altitud del Ojos del Salado es de 6879 m s. n. m., mientras que en una publicación de 2011 le disminuye su altitud a 6864 m s. n. m.
Por otro lado, varios otros estudios confirman que el Nevado Ojos del Salado es el segundo monte más alto de los hemisferios sur y occidental tras el Aconcagua, por encima del Pissis.

### Cimas
La cumbre principal del nevado Ojos del Salado culmina en dos torreones rocosos distantes 60 metros uno del otro.
- El torreón Este o cima argentina[cita requerida] es la masa principal de la montaña y contiene su mayor roca madre.[14]
- El torreón Oeste o cima chilena[cita requerida] es una aislada aguja de punta plana que surge entre los dos cráteres mencionados.

Ambas cimas están separadas por una brecha vertical de 30 metros de profundidad. La sensación óptica que se tiene en lo alto de ambos torreones, como ocurre en la mayoría de las cumbres que presentan varias alturas semejantes, es que el otro podría ser más alto.
En noviembre de 2003, una expedición argentina realizó una nivelación topográfica desde la cima chilena. Tomando la parte superior de la piedra más alta de cada torreón, el Oeste resulta ser más alta por 54 ± 5 cm. Aunque esta prueba es milimétrica en condiciones normales, los fuertes vientos aumentan el margen de error, siendo en este caso de 5 cm. Además, se realizó una medida complementaria, bajo la hipótesis de que las piedras, incluso estando en su sitio original, podrían llegar a moverse, afectando el valor de la prueba. Considerando entonces la porción más elevada del suelo arenoso en el cual se apoyan las rocas y debido a que las que coronan el torreón Oeste son mucho mayores que las del Este, en este caso la diferencia fue favorable en 8 ± 5 cm a este último. Para los criterios del montañismo moderno, sin embargo, las diferencias menores a un metro se consideran iguales, y por lo tanto ambas cimas se consideran la verdadera cumbre.

### Actividad volcánica
Existe debate sobre si este volcán posee actividad volcánica «actual» o solo «histórica». De acuerdo al Instituto Smithsoniano y su Programa Global de Vulcanismo, la erupción más reciente conocida se remonta a 1300 años atrás, aunque con un importante rango de error.
Sin embargo, existe evidencia de emisión menor de cenizas en 1993, lo que se sumaría a la continua presencia de fumarolas y algunos flujos de lava de origen relativamente reciente. Por el contrario, si se considera únicamente la última erupción, dicho título lo recibiría el también argentino-chileno Llullaillaco, que, aunque de menor tamaño, hizo erupción en 1877.

## Rutas de ascenso
El ascenso no necesita destreza técnica pero sí mucha preparación y estado físico.
Las condiciones climáticas son sin embargo una consideración importante: temperaturas muy por debajo de cero grados con vientos fuertes. Asimismo, la altitud extrema provoca apunamiento en el escalador no debidamente aclimatado: este peligroso trastorno fisiológico puede llevar a la muerte en cuestión de horas.

### Desde Argentina
Desde el territorio argentino, se parte desde la ciudad de Fiambalá, en Catamarca, situada a una altitud de 1550 m s. n. m. Se accede a través del Paso Internacional San Francisco. Son 230 km completamente asfaltados hasta el límite con Chile. La ciudad cuenta con empresas de montañismo y transportes.
Logísticamente es más difícil el acceso a la cumbre del volcán por territorio argentino, ya que las rutas vehiculares están más alejadas de la cima, aunque especialistas han señalado que, como contraparte,  por ese lado la subida en sí es más fácil y más interesante.

### Desde Chile
Desde el territorio chileno es logísticamente más fácil el acceso a la cima del volcán, ya que la ruta vehicular se encuentra mucho más próxima y también se cuenta con un par de pequeños refugios. La ciudad más cercana es Copiapó, a 250 km. Esta ciudad, situada a una altitud de 370 m s. n. m., también cuenta con empresas de montañismo y transportes que pueden facilitar las expediciones. El recorrido, administrado por una empresa concesionaria, consiste en transportar al andinista hasta Laguna Verde, a 4245 m s. n. m., para, tras unos días de aclimatación, subirlo en vehículo a los refugios de la Universidad de Atacama, a 5200 m s. n. m., y posteriormente al Refugio Tejos, a 5825 m s. n. m. El ataque a la cumbre solo se puede hacer desde las 5:00 horas hasta las 14:00, por los vientos que surgen a partir de esa hora.

## Santuario de altura
Las cumbres cercanas al volcán Ojos del Salado —las de los volcanes Copiapó, Incahuasi, Los Patos y San Francisco— han sido identificadas con la presencia de restos arqueológicos asociados a la cultura inca. El arqueólogo Ricardo Moyano ha señalado la probable presencia de adoratorios de altura en el volcán Ojos del Salado.

## Lago a mayor altitud de la Tierra
En el lado argentino del volcán, existe un pequeño lago sin nombre, de 100 m de diámetro y con una profundidad de 5 a 10 m, ubicado en un cráter a 6390 m s. n. m., aproximadamente en los 27°07′S 68°32′W, lo que lo convertiría en el lago conocido situado a mayor altitud del planeta.
El 13 de diciembre de 2019, el montañista Miche Hernán se convirtió en la primera persona en sumergirse en apnea en dicho lago, tras romper 75 cm de hielo; la temperatura del agua era de, aproximadamente, 3 °C.

## Récord mundial de altura en vehículo
El 21 de abril de 2007, los chilenos Gonzalo Bravo y su copiloto, Eduardo Canales Moya, batieron el récord mundial de altura en vehículo terrestre cuando lograron ascender hasta una altitud de 6688 m s. n. m. en el Nevado Ojos del Salado, a bordo de un Suzuki Jimny, superando la marca de 6646 m s. n. m. impuesta por una expedición alemana en marzo de ese mismo año. El vehículo utilizado por la expedición fue modificado para permitir llegar a la altitud final, lo que incluyó cambio de motor, ejes y suspensión, bloqueo de diferenciales, supercargador y computador para modificación de mezcla, entre otros. La marca fue registrada por el Libro Guinness de los récords en julio de 2007.